# Jihad Alariachi
Jihad Alariachi (Amsterdam, 1984) is een voormalig Nederlandse televisiepresentator. Ze werd bekend door haar rol in een praatprogramma "De Meiden van Halal" van de NPS, een serie waarin Jihad en haar zussen Esmaa en Hajar, Marokkaans-riffijnse moslima's uit Amsterdam-West, in gesprek gingen met andersdenkenden aan de hand van verschillende thema's die Nederland bezig hield. 
Naast haar werk als televisiepresentator werkte Alariachi van 2007 - 2010 als coördinator interculturele communicatie bij de Gemeente Amsterdam. Vanaf 2010 werkte ze als docent Communicatie aan de Hogeschool Inholland. Ook is zij freelance gespreksleider en dagvoorzitter.
Jihad en haar zus Hajar waren inzittenden van Turkish Airlines-vlucht 1951, een vlucht van Istanbul naar Amsterdam, die vlak bij Schiphol neerstortte op 25 februari 2009. Jihad raakte bij dit ongeluk lichtgewond.

## In de media
In 2007 was ze te zien in het televisieprogramma Bimbo's en boerka's gepresenteerd door Jeroen Pauw. Een onderdeel uit het programma was een discussie tussen 'De Meiden van Halal' en Hans Teeuwen over de vrijheid van meningsuiting. Het interview werd, samen met de Grote Donorshow van BNN, in een uitzending van de VARA verkozen tot TV-moment van het jaar 2007. In 2008 was ze te gast in het programma Het Vermoeden
In 2010 werden er in de gemeenteraad van Amsterdam vragen gesteld over haar functie als coördinator interculturele communicatie bij de Gemeente Amsterdam nadat ze het als privé-persoon, maar wel met een expliciete vermelding van deze functie, in een e-maildiscussie opnam voor een Turkse vader die weigerde zijn zoon de verjaardag van de juffrouw op een christelijke basisschool te laten vieren omdat dit strijdig was met zijn geloof.
Ook in 2010 zou Alariachi een bijeenkomst van Nederland Bekent Kleur presenteren tegen ‘racisme’ en ‘onverdraagzaamheid’. Op dit geplande optreden kwam veel kritiek omdat Alariachi eerder in het programma De Meiden van Halal zich had uitgesproken tegen homoseksualiteit. "Ik accepteer geen moslimhomo", zei Alariachi in de bewuste uitzending. Hoewel Alariachi in een reactie haar uitspraken van vijf jaar eerder enigszins relativeerde, werd besloten haar van het programma te halen.
In 2014 haalde een twitter-account onder de naam van Jihad Alariachi het nieuws nadat daar kwetsende tweets waren geplaatst over joden en over de slachtoffers van het ongeluk met een monstertruck in Haaksbergen. Maar al snel bleek dit account nep te zijn, en de tweets niet geschreven door Alariachi.